# 551-ша гренадерська дивізія (Третій Рейх)
551-ша гренадерська дивізія (Третій Рейх) (нім. 551. Grenadier-Division) — гренадерська піхотна дивізія Вермахту, що входила до складу німецьких сухопутних військ за часів Другої світової війни.

## Історія
551-ша гренадерська дивізія сформована 11 липня 1944 року в ході 29-ї хвилі мобілізації у XX військовому окрузі на полігоні Торн (нім. Truppenübungsplatz Thorn), як «загороджувальна дивізія» (нім. Sperr-Division). З серпня 1944 року билася на Східному фронті в західній Литві. 9 жовтня 1944 року переформована на 551-шу фольксгренадерську дивізію.

## Райони бойових дій
- СРСР (північний напрямок) (липень — жовтень 1944)

## Командування

### Командири
- оберст, з 1 жовтня 1944 року генерал-майор Зіґфрід Фергайн (нім. Siegfried Verhein) (11 липня — 9 жовтня 1944)

### Підпорядкованість
| Час     | Корпус  | Армія | Група армій (округ) | Штаб        |
| ------- | ------- | ----- | ------------------- | ----------- |
| 1944    |         |       |                     |             |
| липень  | XX ак   |       |                     | Торн        |
| серпень | XXXX тк | 3 ТА  | Група армій «Центр» | Вілкавішкіс |

### Склад
| 1944                                      |
| ----------------------------------------- |
| 1113-й гренадерський полк                 |
| 1114-й гренадерський полк                 |
| 1115-й гренадерський полк                 |
| 1551-й артилерійський полк                |
| 1551-й протитанковий дивізіон             |
| 551-й інженерний батальйон                |
| 551-ша фузилерна рота                     |
| 1551-ша рота зв'язку                      |
| 1551-ше дивізійне управління забезпечення |
| 1551-й запасний батальйон                 |